# Sân bay Kirkenes, Høybuktmoen
Sân bay Kirkenes, Høybuktmoen (IATA: KKN, ICAO: ENKR) (tiếng Na Uy: Kirkenes lufthavn, Høybuktmoen) là sân bay phục vụ Kirkenes ở phía đông Finnmark, Na Uy. Như nhiều sân bay Na Uy khác, hãng hàng không hoạt động chủ yếu ở sân bay này là Avinor. Sân bay Kirkenes cũng là trung tâm hoạt động của hãng hàng không Widerøe. Có một tuyến bay quốc tế với tần suất ba lần một tuần nối với Murmansk ( Lưu trữ ngày 30 tháng 9 năm 2007 tại Wayback Machine). 
Đường băng đánh số 06/24, dào 2.115 mét rộng 45 mét bề mặt nhự đường.
Nhà ga được khai trương ngày 4 tháng 5 năm 2006, thay nhà ga cũ từ năm 1963. Năm 2005, sân bay này đã phục vụ 220.838 lượt khách. Høybuktmoen nằm ở phía tây thị xã, trên một bán đảo.
Năm 1941, trong thời kỳ thế chiến II, Luftwaffe đã xây hai đường băng 1000 và 1200 mét gần Kirkenes để tấn công Liên Xô. Hai đường băng đã bị phá hủy trong thời kỳ Đức rút lui năm 1945.
Một sân bay dân dụng mới được khai trương namư 1963 đồng thời với hai sân bay khác ở Finnmark, sân bay Alta và sân bay Lakselv, Banak.

## Các hãng hàng không và tuyến bay
- Hamburg International (Berlin-Schonefeld, Hamburg)
- Norwegian Air Shuttle (Oslo)
- Scandinavian Airlines (Oslo)
- Widerøe (Alta, Berlevåg, Båtsfjord, Hammerfest, Honningsvåg, Lakselv, Mehamn, Tromsø, Vadsø, Vardø)